# Серебрянка (приток Ведуги)
Серебрянка (Землянка) — река в Воронежской области России. Устье реки находится в 52 км по левому берегу реки Ведуга. 
Длина реки составляет 20 км, площадь водосборного бассейна 147 км².
Берёт начало в селе Головищи. На реке расположены населённые пункты Землянск, Серебрянка, Стадница, Кондрашевка.

## Данные водного реестра
По данным государственного водного реестра России относится к Донскому бассейновому округу, водохозяйственный участок реки — Дон от города Задонск до города Лиски, без рек Воронеж (от истока до Воронежского гидроузла) и Тихая Сосна, речной подбассейн реки — бассейны притоков Дона до впадения Хопра. Речной бассейн реки — Дон (российская часть бассейна).
По данным геоинформационной системы водохозяйственного районирования территории РФ, подготовленной Федеральным агентством водных ресурсов:
- Код водного объекта в государственном водном реестре — 05010100812107000002273
- Код по гидрологической изученности (ГИ) — 107000227
- Код бассейна — 05.01.01.008
- Номер тома по ГИ — 07
- Выпуск по ГИ — 0